# استان آلتو النتژو
استان التو النتژو (به پرتغالی: Alto Alentejo Province) یک منطقهٔ مسکونی در پرتغال است.